# Avenida Arturo Prat (Concepción)
La Avenida Arturo Prat Chacón es una gran arteria vial y avenida de la ciudad de Concepción, Chile, nombrada en homenaje al héroe patrio Arturo Prat.
La Avenida Arturo Prat es una de las arterías estructurantes del Gran Concepción. Además es la altura del número 0 de las calles penquistas y el punto de cambio de nombre de muchas de ellas.

## Historia
La calle Arturo Prat en sus inicios fue conocida como la calle La Puntilla. Perpendicular al comienzo de la calle Comercio, actual calle Barros Arana, en ese sector se construyó la estación de ferrocarriles de la ciudad, desde la cual salían los tranvías que transitaron por el centro Concepción, primero entre 1886 y 1908, tirados por caballos, y desde ese año hasta 1941 como tranvías eléctricos. La estación de ferrocarriles fue un punto de reunión importante en la ciudad, con un fuerte núcleo comercial, así como el punto de bienvenida desde otras localidades.
Arturo Prat era una avenida de doble sentido (hacia Talcahuano y hacia el centro de Concepción).
Constituía el límite suroccidental de Concepción, y colindaba con la vía férrea del ramal San Rosendo - Talcahuano y el patio de la Antigua Estación Central. 
A principio de los 1990, se construyó un bandejón central y una doble calzada, expropiando una pequeña faja de los terrenos que colindaban con la vía férrea.
Con el Proyecto de Recuperación del Ribera Norte del río Biobío, presentado en 1994, se decidió correr la vía en su parte central en 120 m, construyendo una pieza de ensanche. 
En 2000, se concretó el desplazamiento de la vía férrea y se incorporó un paño de terrenos nuevo.
Se proyectó por el lado de la nueva vía férrea la Avenida Nueva de Arturo Prat, que tendría tráfico exclusivo hacia el centro de la ciudad, dejando a la Avenida Arturo Prat con comunicación a Talcahuano.
Con el Plan Biovías, se dio nuevo impulso a este proyecto, concretándose y formando con ello el Par Vial Avenida Prat - Avenida Nueva de Arturo Prat. Luego esta última se convirtió en la Avenida Padre Alberto Hurtado. 
A principios de 2006 la nueva avenida fue inaugurada, quedando Arturo Prat dividida por un bandejón central, y dos calzadas de tres carriles cada una. Una calzada es exclusiva para el tráfico de vehículos particulares y otra para el tráfico de buses urbanos, optimizando la circulación del lugar. Además se le habilitó en la vereda suroeste una ciclovía, que en Avenida Los Carrera se conecta con la que se dirige hacia el Puente Llacolén y San Pedro de la Paz.

## Ubicación y trayecto
La avenida se encuentra al suroeste de la ciudad y comienza en la intersección de ésta con el Paso Superior de la Calle Víctor Lamas. 
La avenida se desarrolla en forma lineal hasta Calle José Joaquín Prieto (altura del número 1300), en donde se bifurca hacia una salida hacia la Avenida Manuel Rodríguez, y hacía un paso superior sobre ésta y la vía férrea a Lirquén.
Luego continúa por el paso superior sobre la vía férrea a Talcahuano, en donde se encuentra con la calle Rosamel del Solar, desde donde se orienta hacia el norte. 
Su desarrollo como avenida termina en la calle José Gregorio Argomedo (altura del 2000). La continuación del trayecto de la avenida la realiza la Avenida 21 de Mayo.
Arturo Prat continúa como calle, 50 m al suroeste, en forma paralela a Avenida 21 de Mayo, desde calle José Gregorio Argomedo (altura del 2000) y termina en la calle Miraflores.
Para efectos del Código Postal, actualmente se considera desde Calle Rosamel del Solar (altura del 1800), como Avenida 21 de Mayo. En el caso de las casas antiguas del sector (altura 1800 a 1900) aparece Avenida Arturo Prat y en las casas nuevas aparece Avenida 21 de Mayo. Esto se debe a que aproximadamente a fines de la década de 1980 hubo la edificación de casas desde los sectores aledaños a las lomas de en torno a Laguna Redonda hacia Rosamel del Solar, con lo cual se siguió más allá de José Gregorio Argomedo, con el nombre 21 de Mayo.

## Prolongaciones
- Hacia el norte la avenida se prolonga como:
  - Avenida 21 de Mayo
- Hacia el sur la avenida se prolonga como:
  - Avenida Pedro de Valdivia

## Puntos relevantes
- Supermercado Mayorista Súper Ganga (esquina Avenida Andrés Bello)
- Plaza España entrada a Calle Diego Barros Arana
- Antigua Estación Central de Concepción
- Hipermercado Líder (esquina calle Ramón Freire Poniente)
- Universidad Santo Tomás (esquina calle Desiderio Sanhueza)

## Cambios de nombre de calle
Varias de las calles que cruzan esta avenida cambian de nombre
De surponiente a nororiente:
- Calle José María de la Cruz Prieto Poniente ↔ Calle José María de la Cruz Prieto
- Calle Juan Martínez de Rozas Correa Poniente ↔ Calle Juan Martínez de Rozas Correa
- Calle Desiderio Sanhueza ↔ Calle Juan Gregorio Las Heras
- Avenida Manuel Zañartu Zañartu ↔ Avenida Los Carrera
- Calle Maipú Poniente ↔ Calle Maipú
- Calle Ramón Freire Serrano Poniente ↔ Calle Ramón Freire Serrano
- Avenida Libertador Bernardo O´Higgins Riquelme Poniente ↔ Avenida Libertador Bernardo O´Higgins Riquelme
- Calle Francisco Bilbao Barquín ↔ Calle José de San Martín
- Calle Eleuterio Ramírez Molina ↔ Calle Lord Tomás Alejandro Cochrane
- Calle/Avenida Andrés Bello López ↔ Avenida Chacabuco
- Calle Esmeralda ↔ Calle Víctor Lamas